# 포르투갈의 여자 배우 목록
다음은 포르투갈의 여자 배우 목록이다.

## 다
- 로사 다마스키누

## 라
- 파트리시아 리베이루

## 마
- 에우니세 무뉴즈

## 바
- 마리아 바로수

## 사
- 클라우디아 세메두
- 산드라 셀라스

## 아
- 카를라 안드리누

## 자
- 아델라이데 주앙

## 카
- 비아트리즈 코스타
- 마리사 크루즈

## 타
- 파트리시아 타바레스

## 파
- 카타리나 푸르타두

## 하
- 아말리아 호드리게스